# 大瑶山铁角蕨
大瑶山铁角蕨（学名：Asplenium subtrapezoideum）为铁角蕨科铁角蕨属下的一个种。

## 扩展阅读
- 維基物種上的相關：大瑶山铁角蕨